# Герої (телесеріал)
«Геро́ї» (англ. Heroes) — американський фантастичний драматичний телесеріал, створений Тімом Крінгом, прем'єра якого відбулася на каналі NBC 25 вересня 2006 року. У серіалі розповідається історія декількох людей, які нічим не виділялися серед інших, поки в них не прокинулися неймовірні здібності: телепатія, уміння літати, здатність подорожувати в часі та інші. Незабаром ці люди розуміють, що їхня вирішальна роль — в запобіганні катастрофи і порятунку всього людства. Катастрофи були передбачені художником з надзвичайними можливостями.
|  | Компанія була організована тридцять років тому групою безумців, звичайними чоловіками та жінками, які були наділені незвичайними силами. Вони хотіли допомогти таким, як вони: знайти їх і захистити. Ми знаходимо людей, переконуємося, що вони не становлять загрозу. Інколи це означає переконатися, що вони повністю розуміють, на що здатні, і навчити їх користуватися здібностями на користь людству. А інколи це означає — ліквідувати їх — Боб Бішоп (епізод 2.01) в розмові з Мохіндером Сурешем |

Серіал представлений компанією Universal Media Studios спільно з Tailwind Productions. Виконавчими продюсерами є Аллан Аркуш, Денніс Хаммер, Грег Біман та Тім Крінг.
6 жовтня президент NBC Кевін Райллі оголосив, що показ «Героїв» буде продовжений до повного сезону.
В Україні показ серіалу розпочався 5 листопада 2007 року на каналі ICTV.
Прем'єра 13-серійного мінісеріалу «Герої: Відродження» відбулася 24 вересня 2015 року на телеканалі NBC. Також автор коміксів Каллен Банн збирається написати комікс, що продовжує сюжет «Героїв», під назвою Heroes: Season Five; дата випуску та виконавці ще не визначені.

## Основні персонажі
Клер Беннет (Гейден Панеттьєр) — дівчина з команди підтримки (черлідер), що живе у містечку Одеса, штат Техас. Має здатність до миттєвої регенерації, якщо не пошкоджений мозок. Її кров може виліковувати будь-які пошкодження інших людей або навіть оживляти їх. Її здібності дуже схожі на можливості Адама Монро, тому, можливо, Клер, як і Адам, не старіє і може жити вічно.
Айзек Мендес (Сантьяго Кабрера) — художник з Нью-Йорка, який, входячи у транс, малює події майбутнього. Також він створює комікс «9-те диво!», який описує пригоди Хіро Накамури. Раніше для вхождення в транс йому потрібно було вживати героїн. Але потім він навчився входити в транс без нього. В останніх серіях першого сезону був вбитий Сайларом, як сам і передбачив. Його картини відіграють значну роль в подіях як першого, так і другого сезонів.
Хіро Накамура (Масі Ока) — програміст із Токіо, який має здатність керувати просторово-часовим континуумом. Син власника компанії, в якій працював. Його батько Каїто Накамура був одним з керівників таємної організації — Компанії. Знав про здібності сина, але приховував це. Навчив Хіро володіти мечем, щоб перемогти Сайлара. Певний час Хіро жив в стародавній Японії, куди випадково перемістився після закінчення першого сезону.
Метт Паркмен (Грег Грюнберг) — поліцейський з Лос-Анджелеса, здатний чути думки інших людей та маніпулювати думками інших. Він, як і його батько, навчився створювати іллюзії в людській підсвідомості . Розвитку своєї здібності зобов'язаний своєму батьку, Морі Паркмену, який мав такий самий дар. Його батько також був одним з засновників Компанії. Метт хворіє на дислексію, через що не може скласти іспит на посаду детектива.
Нейтан Петреллі (Едріан Пасдар) — кандидат у Конгрес від Нью-Йорка, наділений здатністю літати. В кінці першого сезону переміг на виборах завдяки Майці Сандерсу, який за допомогою своїх здібностей сфальсифікував вибори, Клер Беннет — його позашлюбна дочка від Мередіт Гордон. В кінці першого сезону врятував Нью-Йорк від вибуху, віднісши свого брата Пітера з Кірбі Плаза, через що отримав сильні опіки по всьому тілу, але був зцілений кров'ю Адама Монро.
Пітер Петреллі (Майло Вентімілья) — колишній медбрат із хоспісу, молодший брат Нейтана. Його здатність полягає в копіюванні здібностей героїв, які були поряд з ним, з подальшим їх використанням «по пам'яті». Йому необхідно лише декілька хвилин, щоб скопіювати здібність іншого, просто знаходячись поблизу. Ця здатність в серіалі називається емпатія. Спочатку не міг контролювати свої здібності, проте пізніше його навчив цьому Клод — людина-невидимка, який раніше працював на Прайматек. Також йому сняться пророчі сни. Здатність бачити пророчі сни отримав у спадок від матері Анджели Петреллі. В одному з них хлопець побачив, що саме він стане причиною ядерного вибуху в Нью-Йорку. На початку другого сезону йому стирає пам'ять Гаїтянин. А в кінці другого сезону запобігає розповсюдженню небезпечного штаму вірусу. На початку третього сезону його здібності забирає його батько Артур Петреллі.
Ді Ел Гокінс (Леонард Робертс) — злочинець-утікач, який володіє силою проникати через тверді предмети, зокрема й через людську плоть.
Нікі Сандерс (Елі Лартер) — інтернет-стриптизерка з Лас-Вегаса із роздвоєнням особистості: іноді вона «перетворюється» на свою померлу сестру Джесіку, яка має надлюдську силу.
Міка Сандерс (Ноа Грей-кейбі) — син Ді Ела та Нікі, вундеркінд, наділений даром технопатії — здатністю маніпулювати електронними приладами силою думки.
Мохіндер Суреш (Сендхіл Рамамурті) — професор-генетик з Індії, що вирушив до Нью-Йорка, аби розслідувати смерть свого батька, Чандри Суреша, який вирахував людей з надможливостями.
Гебріел «Сайлер» Грей (Закарі Квінто) — серійний убивця; має здатність бачити як працюють чи як влаштовані ті чи інші речі, в тому числі і людський мозок. Убиває інших героїв і краде їхні здібності.
Гаїтянин (Джиммі Жан-Луї) — помічник містера Беннета зі здатністю вибірково стирати пам'ять іншим та блокувати їхні можливості.
Боб Бішоп — керівник Компанії, яка розшукує людей зі здібностями. Має здатність перетворювати метали. Наприклад, мідь в золото.
Елль Бішоп (Крістен Белл) — дочка керівника Компанії Боба Бішопа, який на ній проводив досліди, через що вона і отримала свою здатність — генерувати і контролювати електрику. Через досліди у неї злегка зрушився дах, вона не до кінця розуміє, що добре, а що погано. За свої 24 роки практично не залишала стін Компанії. Робить все, що батько накаже, не думаючи про наслідки.
Адам Монро / Такедзо Кенсей (Девід Андерс). Вік — близько 400 років. У 17 столітті в Японії іменувався Такедзо Кенсеєм, великим воїном, який брав плату за свої подвиги. Після зустрічі із Хіро Накамуро, незабаром дізнався про свою здатність — абсолютну регенерацію. Хіро намагався зробити все, щоб він став справжнім героєм, і якийсь час це навіть виходило, поки Такедзо Кенсей не побачив, як Яйко, його кохана, цілує Хіро. Ревнощі перетворили його на чудовисько, воскресили в нім бажання завоювати Японію, унаслідок чого, Хіро був вимушений його убити. Проте, виявилось, що вибух не зміг убити Такедзо Кенсея, і він присягнувся, що знайде Хіро і уб'є його. Після багатьох років він виявив, що не старіє. У наш час, точніше 30 років тому, з новим ім'ям Адам Монро він зібрав навколо себе особливих людей, і разом вони заснували Компанію. Проте пізніше Адамом знову оволоділа нав'язлива ідея — стати повелителем світу, для чого він хотів випустити на свободу вірус, від якого немає протиотрути. Його змогли зупинити і посадити за ґрати, де він і провів всі роки, поки Пітер не звільнив його.
Вест Роусен (Nick D'Agosto) — школяр, однокласник Клер Беннет. Вельми неординарна особа зі своєю особливою філософією. Уміє літати. Закохався в Клер і довірив їй свій секрет. У дитинстві був викрадений батьком Клер, якого тепер ненавидить. Але коли Клер викрали, він пропонує йому свою допомогу. Разом з містером Беннетом Вест звільняє Клер з рук Компанії і відносить її подалі, утішає після смерті її батька.
Мая Херрера (Dania Ramirez) — дівчина с Гондурасу, розшукується за вбивства. З'являється у 2-му сезоні. Коли вона плаче, то вбиває всіх навколо невідомою хворобою, при якій чорніють очі. На початку спинити її може лише її брат Алехандро, потім Сайлер навчив її спинятися саму.

## Виробництво
Прем'єрний епізод «Героїв» привернув до себе увагу 14,3 мільйона глядачів в цілому. Це найвищий показник будь-яких прем'єр драматичних телесеріалів NBC за п'ять років.
Попри науково-фантастичну тематику персонажі телесеріалу часто мають біблійні імена: Пітер, Натан, Габріель, Адам, Ісаак, Ноа, Іден, Метью, Лідія, Бенджамін, Даниїл, Томас, Марта, Ілай, Саймон, Стівен, Єзекіїль, Джозеф, Ребекка, Самуїл і Лука.
Кожен двомовний персонаж, який намагався поговорити з гаїтянином Рене його рідною мовою, говорив з ним французькою. Спільною мовою на Гаїті є креольська мова, яка базується на французькій. Проте всі освічені гаїтяни володіють французькою мовою: вона використовується в діловому секторі, на урочистих заходах і в освіті.

### Сценарій
Рене (грає Джиммі Жан-Луї) рідко згадується по імені. Його зазвичай називають «Гаїтянином».
Адреса сім'ї Беннетів — 9 Juniper Lane.
В інтерв'ю липня 2013 року Брайан Фуллер повідомив, що команда сценаристів працювала з окремими сюжетними лініями. Це означає, що окремі автори писали для конкретних персонажів, а не як це робиться звичайним способом. Наприклад, Фуллер сказав, що особисто він писав ролі для Клер і Ноа Беннета.
Показано, що Мохіндер Суреш приїжджає з міста Ченнаї (або поблизу нього), що знаходиться в південній частині Індії. Ім'я «Мохіндер» є звичайним у Пенджабі, у північній частині Індії. Це надзвичайна рідкість, щоб хтось з південної Індії отримав таке ім'я.

### Кастинг
Емма Стоун прослуховувалася на роль Клер Беннет. Джеймс Кайсон Лі спочатку прослуховувався на роль Хіро Накамури, але замість цього він отримав роль приятеля Хіро Андо. Грег Грюнберг (Метью Паркмен) спочатку пробувався на роль Пітера Петреллі.
Хоча в усіх епізодах не з'являється жоден із персонажів, Гейден Панеттьєр можна побачити на екрані в більшій кількості серій, ніж будь-якого іншого виконавця (всього 73). Вона — єдиний учасник шоу, хто з'являється у кожному епізоді більш ніж одного сезону (у кожній серії 1 і 4 сезону). Єдиними іншими постійними учасниками протягом всього сезону є Сендхіл Рамамурті (у 2 сезоні) і Роберт Кнеппер (у 4 сезоні).
Гейден Панеттьєр (Клер Беннет) і Даніель Савре (Джекі Уілкокс) раніше грали дівчат-черлідерів у комедії Добийся успіху: Все або нічого (2006).
Справжнє ім'я містера Маггла (собаки) — Лестат.
Джеймс Кайсон насправді є південнокорейцем, хоча грає у телесеріалі японця.

### Алюзії
Номерний знак на автомобілі Кайто Накамури — NCC-1701. Джордж Такеї, який грає Кайто, грав також містера Сулу в оригінальному т/с «Зоряний шлях» (1966). NCC-1701 є реєстраційним номером U.S.S. Enterprise.
Персонаж з силою невидимості поділяє ім'я (Клод Рейнс) з актором, який грав у х/ф «Людина-невидимка» (1933).
Планета Земля, що обертається і зображена на заставці серіалу, показує яскраву пляму біля півострова Юкатан у Мексиці. Це місце відоме впливом астероїда, який, як вважається, спричинив вимирання динозаврів, що відкрило шлях для виникнення ссавців. Подібне зображення може бути тонким натяком на головну тему телесеріалу про новий еволюційний стрибок.
Kirby Plaza Building є символом пошани знаменитому художнику коміксів Джеку Кірбі.

### Неточності
1 серія 1 сезону. Сонячне затемнення не є глобальним явищем, і його момент у часі, як і тривалість, сильно залежить від положення спостерігача на планеті. Неможливо, щоб затемнення відбулося в один і той же час у Нью-Йорку та Токіо, як це зображено в серіалі. Показується, що кілька персонажів дивляться безпосередньо на сонце під час часткового затемнення. У реальності всі вони отримали б серйозні пошкодження очей. Тільки Нікі, яка переглядає затемнення через спеціальну камеру, використовує безпечний метод.
З тих пір, як Клер Беннет може відновитися від будь-яких травм, здається, що й проколоті отвори для її сережок повинні загоїтися. Але цього чомусь не стається.
У 2 серії 1 сезону Іден називає флеш-накопичувач жорстким диском. У цьому епізоді квартира Мохіндера, будинок Тіни і будинок Беннетів сильно відрізняються від своїх аналогів у попередній серії. Наприклад, Беннети здаються набагато багатшими. Також коли детективи арештовують Хіро в квартирі Айзека Мендеса, вони чують вибух до удару ударною хвилею, але ударна хвиля поширюється швидше, ніж звук.

## Сприйняття

Рейтинг телесеріалу.

10 грудня 2006 року Американський Кіноінститут назвав серіал «Герої» однією з десяти «найкращих телепередач року».
13 грудня Американська Гільдія сценаристів номінувала програму на звання «найкращого нового серіалу» 2007 року.
14 грудня Hollywood Foreign Press Association номінувала програму на премію «Золотий глобус» як «Найкращий драматичний серіал», а Масі Ока на звання найкращого актора другого плану.
У грудні 2007 року Герої посіли 1 місце у списку «20 Найкращих телесеріалів 2007 року» за версією Tube Talk